# SK Freidig
SK Freidig is een Noorse sportclub uit Trondheim. De club is actief in voetbal, handbal, oriëntatieloop, langlaufen, atletiek, telemarken, alpineskiën en floorball.

## Geschiedenis voetbalclub
De club werd opgericht in 1903. In 1948 speelde de club voor het eerst in de hoogste klasse van Noorwegen, die toen nog in een aantal reeksen verdeeld was. Freidig werd groepswinnaar en bereikte de finale om de landstitel en versloeg daar Sparta Sarpsborg met 2-1. Het volgende seizoen verliep niet zo goed voor de club en Freidig degradeerde. Na enkele seizoenen kon de club terugkeren in 1953 en eindigde net boven een degradatieplaats. Het volgende seizoen werd de club laatste en degradeerde opnieuw. In 1958/59 speelde de club opnieuw in de hoogste klasse, maar degradeerde ook nu weer. Hierna zou de club er nooit meer in slagen om terug te keren naar het hoogste niveau. Inmiddels de club weggezakt naar de vierde klasse. In 2001 speelden ze de laatste keer in de derde klasse.

## Erelijst
- Landskampioen

1948